# Vito Lattanzio
Vito Lattanzio (Bari, 31 ottobre 1926 – Bari, 31 ottobre 2010) è stato un politico e medico italiano.

## Biografia
Deputato al Parlamento, ininterrottamente, dal 1958 (III legislatura) al 1994 (XII legislatura), ha rivestito nella carriera moltissimi incarichi di Governo, quale Ministro e Sottosegretario, e ha svolto anche il ruolo di Vice Presidente della Camera dei Deputati in due legislature, tra il 1983 e il 1988. Nel 1977 fu costretto a dare le dimissioni da Ministro della difesa in seguito alla fuga del criminale di guerra nazista Herbert Kappler dall'ospedale Celio di Roma.
Fra le sue esperienze più significative, quella di Ministro senza portafoglio per il Coordinamento della Protezione Civile, iniziato con il Governo De Mita il 13 aprile 1988 e confermato con il Governo Andreotti VI il 22 luglio 1989 e fino al 12 aprile 1991. Dopo quello di Giuseppe Zamberletti, si tratta infatti del più lungo incarico continuativo di Ministro della Protezione Civile mai rivestito da un uomo politico. Continuando il percorso organizzativo intrapreso da Zamberletti, Lattanzio portò al traguardo la legge istitutiva del Servizio Nazionale della protezione civile, la 225/92, approvata dal Parlamento nella sua ultima stesura ma, per alcuni rilievi costituzionali del Presidente Cossiga, approvata definitivamente qualche mese dopo il termine del suo mandato, sotto il nuovo ministro Nicola Capria.
Sotto la guida di Lattanzio la protezione civile si sviluppò nei campi della previsione e della prevenzione, mentre si rafforzò l'idea di un Dipartimento moderno ed attrezzato non votato esclusivamente al soccorso, e incardinato nella Presidenza del Consiglio, secondo quella che era l'idea fondativa. Lattanzio chiamò attorno alla Commissione Grandi Rischi decine di studiosi, professori universitari, scienziati, tecnici e ricercatori. Si ricordano in quel periodo due importantissimi incontri a Taormina ed Erice sulla previsione dei terremoti e sulle eruzioni vulcaniche, e un grande convegno a Cagliari sugli incendi boschivi. In quel periodo nacquero in Italia i progetti di sviluppo satellitare Argo e Cospar - Sarsatt.
Il triennio di Lattanzio al Dipartimento fu sottoposto ad alcune importanti prove di efficienza, anche di tipo internazionale, che testarono il livello qualitativo raggiunto dal servizio nazionale, in particolare la forza emergente del volontariato di protezione civile. Fu criticata la gestione del Terremoto di Augusta del 1990 in quanto svolta con ritardi operativi e incertezze. Nel 1991 venne gestita l'emergenza creata dallo sbarco in Puglia di ventisettemila albanesi fuggiti dal regime nazionale che, in mezzo a dubbi e polemiche tra l'opinione pubblica, furono dislocati e ricoverati presso centri sparsi in ogni angolo d'Italia, consentendo alla Commissione per i Rifugiati Politici di operare con il riconoscimento dello stato di esule ad alcuni e la decisione del rimpatrio per altri. L'impresa di accoglienza degli albanesi fu coordinata dal Dipartimento.
Sotto il ministero di Lattanzio si sviluppò un'altra operazione di proporzioni e difficoltà notevoli, la realizzazione del “Villaggio Italia” a Spitak, in Armenia, dove quasi duecento Moduli Abitativi di Pronto Intervento (MAPI) furono installati per reinsediare la popolazione del villaggio colpito dal grande terremoto del dicembre 1988 che causò decine di migliaia di morti. Gli aiuti del Governo italiano, coordinati dal Dipartimento, dopo una prima fase dedicata al soccorso e all'invio quotidiano di aerei carichi di aiuti, viveri e medicinali, si concentrò sul reinsediamento di un migliaio di senzatetto nella zona di Spitak, epicentro del terremoto, nel cuore del rigidissimo inverno armeno. Il "Villaggio Italia", che a maggio 1989 riuscì ad accogliere 1300 persone, era composto da 196 moduli abitativi, 16 moduli di servizio, 40 container industriali e 13 container di tipo speciale, e integrato con un ospedale da campo fornito dagli alpini di Bergamo e da un centro socio-sanitario per l'assistenza ai bambini.

## Incarichi di governo

### Incarichi di sottosegretario
- Sottosegretario al lavoro e previdenza sociale del Governo Leone II dal 26 giugno 1968 al 12 dicembre 1968
- Sottosegretario all'industria, commercio e artigianato del Governo Rumor I dal 14 dicembre 1968 al 5 agosto 1969
- Sottosegretario all'industria, commercio e artigianato del Governo Rumor II dal 7 agosto 1969 al 27 marzo 1970
- Sottosegretario alla difesa del Governo Rumor III dal 2 aprile 1970 al 6 agosto 1970
- Sottosegretario alla difesa del Governo Colombo dal 7 agosto 1970 al 17 febbraio 1972
- Sottosegretario alla difesa del Governo Andreotti I dal 23 febbraio 1972 al 26 giugno 1972
- Sottosegretario alla difesa del Governo Andreotti II dal 30 giugno 1972 al 7 luglio 1973
- Sottosegretario alla difesa del Governo Rumor IV dal 12 luglio 1973 al 14 marzo 1974
- Sottosegretario alla difesa del Governo Rumor V dal 16 marzo 1974 al 23 novembre 1974

### Incarichi di Ministro
- Ministro della difesa nel Governo Andreotti III dal 29 luglio 1976 al 18 settembre 1977
- Ministro della marina mercantile (ad interim) nel Governo Andreotti III dal 18 settembre 1977 all'11 marzo 1978
- Ministro dei trasporti nel Governo Andreotti III dal 18 settembre 1977 all'11 marzo 1978
- Ministro per il coordinamento della protezione civile nel Governo De Mita dal 13 aprile 1988 al 22 luglio 1989 e nel Governo Andreotti VI dal 22 luglio 1989 al 12 aprile 1991
- Ministro per il commercio con l'estero del Governo Andreotti VII dal 12 aprile 1991 al 24 aprile 1992